# Leutenbuch
Leutenbuch ist ein Gemeindeteil der Stadt Herrieden im Landkreis Ansbach (Mittelfranken, Bayern). Leutenbuch liegt in der Gemarkung Hohenberg.

## Geografie
Südlich des Dorfes fließt die Altmühl. 0,25 km westlich mündet der Pointfeldgraben als linker Zufluss in die Altmühl. 0,5 km östlich erhebt sich der Schulberg (429 m ü. NHN), 0,5 km südlich liegen die Buckelwiesen, 1 km nördlich liegt das Tieffeld. Eine Gemeindeverbindungsstraße führt nach Roth (0,9 km nordwestlich) bzw. nach Velden zur Kreisstraße AN 55 (1,5 km östlich).

## Geschichte
Der Ort wurde vermutlich im 10. Jahrhundert gegründet.
Im Geographischen statistisch-topographischen Lexikon von Franken (1801) wird der Ort folgendermaßen beschrieben:

„Leidenbuch, Eichstättischer Weiler im Oberamte Ansbach, gehört mit all seinen 9 Unterthanen, der Gemeindsherrschaft und dem Hirtenstabe zum Ober- und Stadtvogtey- dann Probstamte Wahrberg Herrieden und liegt eine kleine Stunde südöstlich unter Herrieden zwischen Rauenzell und der Altmühl.“

Im Rahmen des Gemeindeedikts wurde Leutenbuch dem 1808 gebildeten Steuerdistrikt Rauenzell zugeordnet. Es gehörte auch der wenig später gegründeten Ruralgemeinde Rauenzell an. Mit dem Zweiten Gemeindeedikt (1818) wurde Leutenbuch nach Hohenberg umgemeindet. Spätestens 1840 wurde der Ort in die neu gebildete Ruralgemeinde Roth umgemeindet.
Im Februar 1945 wurde die Leutenbucher Flur, die von den amerikanischen Streitkräften für einen Feldflugplatz gehalten wurde, durch einen Bombenteppich von 117 Abwürfen verwüstet. Dabei starb auch ein Bürger des Ortes.
1950 wurde eine kleine katholische Ortskapelle aus Solnhofener Sandstein errichtet.
Am 1. Juli 1971 wurde Leutenbuch im Zuge der Gebietsreform in Bayern nach Herrieden eingemeindet.

### Baudenkmäler
- Haus Nr. 8: im Ostgiebel herzförmiger Ziegel mit Kreuz und Anker, frühes 19. Jahrhundert[10]
- Haus Nr. 10: in der südlichen Giebelwand und westlichen Langseite Reliefs von der ehemaligen Wallfahrtskirche Rauenzell, zweite Hälfte 16. Jahrhundert[10]

### Einwohnerentwicklung
| Jahr      | 001818 | 001840 | 001861 | 001871 | 001885 | 001900 | 001925 | 001950 | 001961 | 001970 | 001987 | 002015 |
| Einwohner | 53     | 67     | 67     | 56     | 60     | 46     | 68     | 82     | 49     | 48     | 46     | 56     |
| Häuser    | 11     | 11     |        |        | 10     | 10     | 9      | 10     | 14     |        | 10     |        |
| Quelle    | [ 12 ] | [ 13 ] | [ 14 ] | [ 15 ] | [ 16 ] | [ 17 ] | [ 18 ] | [ 19 ] | [ 20 ] | [ 21 ] | [ 22 ] |        |

## Religion
Der Ort ist römisch-katholisch geprägt und bis heute nach St. Vitus und Deocar (Herrieden) gepfarrt. Die Einwohner evangelisch-lutherischer Konfession sind nach Christuskirche (Herrieden) gepfarrt.